# Clusia alainii
Clusia alainii är en tvåhjärtbladig växtart som beskrevs av Attila L. Borhidi. Clusia alainii ingår i släktet Clusia och familjen Clusiaceae. Inga underarter finns listade i Catalogue of Life.